# Hyporhamphus regularis regularis
Hyporhamphus regularis regularis is een ondersoort van de straalvinnige vissen uit de familie van de halfsnavelbekken (Hemiramphidae). De wetenschappelijke naam van de soort is voor het eerst geldig gepubliceerd in 1866 door Günther.